# MONACA
MONACA（モナカ）は、主に音楽制作を行う日本のクリエイター集団。登記上の法人名は有限会社モナカ。
主にゲーム、テレビアニメ、テレビドラマ、映画の主題歌やBGMなどに楽曲を提供している。

## 概要
「MONACA」という名前は、モナカは漢字で「最中」と書き「真っ只中」という意味を指すことから、エンターテイメント業界の中心で「いつでも盛り上がっていたい」という願いと、餡子のように中味の詰まった「内容の濃いコンテンツづくりを目指したい」という決意から付けられた。公式サイトでは自身らを「中身の詰まったクリエイター集団」と謳っている。

## 歴史
2004年10月設立。2001年にナムコを退社し、フリーランスとして活動していた岡部啓一が設立した。当初は人を増やすつもりがなかった岡部だったが、同じくナムコに所属していた神前暁より「ゲーム音楽以外も作曲したい」という相談を受け、神前をMONACAへ招き入れた。その直後の2006年、神前が音楽を担当した京都アニメーションのアニメーション作品『涼宮ハルヒの憂鬱』の「God knows…」や、2007年の『らき☆すた』オープニングテーマ「もってけ!セーラーふく」にて大ヒットを収めたことで、MONACAは多数のアニメの劇伴制作を手掛けていくことになる。
MONACAが本格的にチームとしての様相を呈するのは、所属スタッフが増えだした2010年頃からである。2010年から2011年にかけて放送されたテレビアニメ『STAR DRIVER 輝きのタクト』では、神前のディレクションのもと、MONACAのメンバー総出で音楽制作に臨んだ。2010年春より在籍していた田中秀和は、岡部は、既に在籍しているメンバーと得意ジャンルが被らないような人材をメンバーとして迎え入れることで、チームとしての強さを生み出そうとしたのだろう、と語っている。
2016年4月30日、初のライブイベント「MONACAフェス2016」を開催。MONACAにまつわる楽曲が生演奏で披露された。この際、『アイドルマスター』シリーズやテレビアニメ『アイカツ!』、テレビアニメ『Wake Up, Girls!』などからゲストを招いて行なわれた。
2021年7月31日、田中がMONACAより独立を発表。
2022年には、NHK「連続テレビ小説」の『ちむどんどん』で音楽制作を担当した。NHKの朝ドラを担当するのはこれが初めてのことである。

## スタッフ
| 氏名             | 状態   | 役職                                 | 入社   | 退職   | 備考         |
| ---------------- | ------ | ------------------------------------ | ------ | ------ | ------------ |
| 岡部啓一         | 在籍中 | 代表取締役・プロデュース・作編曲     | 2004年 |        | 元ナムコ社員 |
| 神前暁           | 在籍中 | 作編曲・プロデュース・作詞           | 2005年 |        | 元ナムコ社員 |
| 中村和宏         | 退職済 | 作編曲                               | 2006年 | 2010年 | 元ナムコ社員 |
| 中矢博元         | 退職済 | 作編曲                               | 2007年 | 2010年 |              |
| 石濱翔           | 在籍中 | 作編曲                               | 2008年 |        |              |
| 高田龍一         | 在籍中 | 作編曲                               | 2009年 |        | 元ナムコ社員 |
| 帆足圭吾         | 退職済 | 作編曲・ピアノ                       | 2009年 | 2024年 |              |
| みすみゆり       | 在籍中 | 取締役・マネージメント・作編曲・作詞 | 2010年 |        | 元ナムコ社員 |
| 田中秀和         | 退職済 | 作編曲                               | 2011年 | 2021年 |              |
| 広川恵一         | 在籍中 | 作編曲・ベース                       | 2012年 |        |              |
| 高橋邦幸         | 在籍中 | 作編曲・トロンボーン                 | 2013年 |        |              |
| 瀬尾祥太郎       | 在籍中 | 作編曲                               | 2015年 |        |              |
| 河野慎也         | 在籍中 | プロダクションアシスタント           | 2016年 |        |              |
| 今川凌           | 在籍中 | プロダクションアシスタント           | 2017年 |        |              |
| オリバー・グッド | 在籍中 | 作編曲                               | 2019年 |        |              |
| 井上馨太         | 在籍中 | 作編曲                               | 2019年 |        |              |
| 山本慶太朗       | 退職済 | 作編曲                               | 2019年 | 2019年 |              |
| 常楽太一         | 在籍中 | 作編曲                               | 2023年 |        |              |

## 年譜
- 2004年
  - 10月 - 岡部啓一の個人出資により、有限会社モナカを神奈川県川崎市中原区に設立。当時の資本金は300万円であった。ゲーム・CG映像を中心とした、サウンド制作業務を開始する。
- 2005年
  - 神前暁の参画により、TVアニメシリーズの音響制作を受託する。
  - 4月 - OVA『MUNTO〜時の壁を越えて〜』のBGM、ED主題歌を担当する。
  - 8月 - PS2用ソフト『NARUTO うずまき忍伝』の楽曲・音響制作を担当する。
  - 9月 - PS2用ソフト『ヘビーメタルサンダー』の音響制作を担当する。
- 2006年
  - 中村和宏が入社する。
  - 4月 - TVアニメ『涼宮ハルヒの憂鬱』のBGM、挿入歌を担当する。
  - 5月 - MMORPG『ベルアイル』のBGM、効果音、音響制作を担当する。
  - 10月 - MMORPG『Rappelz』の一部BGMを担当する。
- 2007年
  - 3月 - ニンテンドーDS用ソフト『ことばのパズル もじぴったんDS』のBGM、挿入歌を担当する。
  - 4月 - TVアニメ『らき☆すた』のBGM、OP主題歌、ED主題歌、キャラクターソングを担当する。
  - 6月 - ニンテンドーDS用ソフト『みずいろブラッド』の一部BGMを担当する。
  - 7月 - THE IDOLM@STER Master Artistに楽曲を提供する。
  - 9月 - 男性用化粧品『Axe』のキャンペーン用ブラウザゲーム『AXEBUSTERS』のテーマ曲、BGM、効果音制作を担当する。
  - 10月 - Xbox 360用ソフト『ビューティフル塊魂』に楽曲を提供する。
  - 11月 - アーケード『鉄拳6』の一部BGMを担当する。
  - 12月 - PSP用ソフト『涼宮ハルヒの約束』のBGM、ニンテンドーDS用ソフト『テイルズ オブ イノセンス』のBGMを担当する。
- 2008年
  - 1月 - PS2用ソフト『らき☆すた 〜陵桜学園 桜藤祭〜』のOP主題歌を担当する。
  - 2月 - Xbox 360用ソフト『THE IDOLM@STER LIVE FOR YOU!』に楽曲を提供する。
  - 3月 - アーケード『太鼓の達人11』に楽曲を提供する。
  - 4月 - WEBアニメ『ペンギン娘♥はぁと』のOP主題歌を担当する。
  - 6月 - wii用ソフト『おうちで∞プチプチwii』のBGMを担当する。
  - 夏 - 石濱翔が入社する。
  - 7月 - TVアニメ『セキレイ』のOP主題歌、ED主題歌を担当する。
  - 9月 - OVA『らき☆すた』のBGM、主題歌、キャラクターソングを担当する。
  - 10月 - TVアニメ『かんなぎ』のOP主題歌、ED主題歌、挿入歌、wii用ゲームソフト『スカイ・クロラ イノセン・テイセス』のBGM、TVアニメ『黒執事』のキャラクターソングを担当する。
  - 12月 - アーケード『鉄拳6BLOODLINE REBELLION』の一部BGMを担当、アーケード『太鼓の達人12』に楽曲をそれぞれ担当する。
- 2009年
  - 帆足圭吾が入社する。
  - 1月 - WEBアニメ『涼宮ハルヒちゃんの憂鬱』&『にょろーん ちゅるやさん』のOP主題歌、ED主題歌、BGM、TVアニメ『空を見上げる少女の瞳に映る世界』のBGM、挿入歌を担当する。
  - 2月 - PLAYSTATION 3オンラインゲーム配信専用ゲーム『のびのびBOY』の一部BGMを担当する。
  - 3月 - NINTENDO DS用ゲーム『相棒DS』のBGM、効果音を担当する。
  - 4月 - TVアニメ『涼宮ハルヒの憂鬱（2009年版）』のBGM、OP主題歌、劇場版アニメ『天上人とアクト人最後の戦い』のBGM、アダルトゲーム『マジスキ 〜Marginal Skip〜』のOP主題歌を担当する。
  - 5月 - PSP用ソフト『勇者30』の一部BGMを担当する。
  - 7月 - TVアニメ『化物語』のBGM、OP主題歌、Wii用ゲームソフト『ドラゴンボール 天下一大冒険』のBGM、PS3用ゲームソフト『塊魂TRIBUTE』のBGMを担当、PSP用ゲーム『初音ミク -Project DIVA-』、アーケード『太鼓の達人12 ド〜ン！と増量版』に楽曲を提供する。
  - 秋 - 高田龍一が入社する。
  - 9月 - ニンテンドーDS用ゲームソフト『THE IDOLM@STER Dearly Stars』に楽曲を提供する。
  - 10月 - PS3用ゲームソフト『鉄拳6』のBGMを担当する。
  - 11月 - 『虫姫さまダブルアレンジアルバム』の一部アレンジを担当する。
  - 12月 - アーケード『太鼓の達人13』に楽曲を提供する。
- 2010年
  - みすみゆりが入社する。中村和宏が退社する。
  - 2月 - 劇場版アニメ『涼宮ハルヒの消失』のBGMを担当する。
  - 春 - 田中秀和が入社する。
  - 4月 - TVアニメ『WORKING!!』のBGM、OP主題歌、ED主題歌、PS3・Xbox 360用ゲーム『ニーア ゲシュタルト/レプリカント』のBGMを担当する。
  - 5月 - NHK『MAG・ネット』のOP主題歌、ED主題歌を担当する。
  - 7月 - 劇場版『私の優しくない先輩』のBGM、主題歌、TVアニメ『セキレイ〜Pure Engagement〜』のOP主題歌、ED主題歌、挿入歌、TVアニメ『学園黙示録 HIGHSCHOOL OF THE DEAD』のED主題歌、TVアニメ『黒執事ⅱ』のキャラクターソングを担当する。
  - 10月 - TVアニメ『俺の妹がこんなに可愛いわけがない』のBGM、ED主題歌、TVアニメ『STAR DRIVER 輝きのタクト』のBGM、挿入歌、キャラクターソングを担当する。
  - 12月 - PSP用ゲームソフト『探偵オペラミルキィホームズ』のBGM、OP主題歌、ED主題歌、Wii用ゲームソフト『太鼓の達人Wii みんなでパーティ★３代目！』の主題歌、CGアニメーション『CAT SHIT ONE －THE ANIMATED SERIES－』のサウンドプロデュースを担当する。
- 2011年
  - 1月 - TVアニメ『フラクタル』の挿入歌、TVアニメ『放浪息子』のBGMを担当する。
  - 2月 - ニンテンドー3DS用ソフト『リッジレーサー3D』の一部BGMを担当する。
  - 4月 - TVアニメ『Aチャンネル』のBGM、OP主題歌、ED主題歌を担当。神前暁が『河野マリナ』のプロデュースを開始する。
  - 6月 - TVアニメ『WORKING!!』のキャラクターソングを担当する。
  - 7月 - TVアニメ『THE IDOLM@STER』のBGM、OP主題歌、ED主題歌、挿入歌を担当する。
  - 10月 - TVアニメ『WORKING'!!』のBGM、OP主題歌、ED主題歌、BSフジ『アドリブアニメ研究所』のOP主題歌、ED主題歌を担当、『パチスロ快盗天使ツインエンジェル3』に楽曲を提供する。
  - 11月 - 『黒崎真音』1stアルバム「Butterfly Effect」のサウンドプロデュース、楽曲制作を担当する。
  - 12月 - PSP、PS Vita用ゲームソフト『ロード オブ アポカリプス』のBGM、主題歌を担当する。
- 2012年
  - 広川恵一が入社する。
  - 1月 - TVアニメ『偽物語』のBGM、OP主題歌、TVアニメ『夏目友人帳 肆』のED主題歌を担当する。
  - 2月 - PS2用ゲーム『スカーレッドライダーゼクス』にキャラクターソングを提供する。
  - 4月 - TVアニメ『這いよれ! ニャル子さん』のBGM、OP主題歌、挿入歌、最終話ED主題歌、TVアニメ『黄昏乙女×アムネジア』のBGMを担当する。
  - 7月 - TVアニメ『じょしらく』のOP主題歌、キャラクターソングを担当、TVアニメ『スマイルプリキュア!』にキャラクターソングを提供する。
  - 8月 - PSP用ゲームソフト『探偵オペラ ミルキィホームズ 2』のBGM、TVアニメ『探偵オペラ ミルキィホームズ Alternative ONE 〜小林オペラと5枚の絵画〜』のBGMを担当、THE IDOLM@STER ANIM@TION MASTER 生っすかSPECIALシリーズに楽曲を提供する。
  - 9月 - iphone用ゲームアプリ『DEMONS' SCORE』の一部BGMを担当する。
  - 10月 - TVアニメ『アイカツ!』のBGM、1年目前期ED主題歌、挿入歌、1年目後期OP主題歌、1年目後期ED主題歌、2年目前期OP主題歌、2年目前期ED主題歌、2年目後期OP主題歌、2年目後期ED主題歌、3年目前期ED主題歌、3年目後期OP主題歌、4年目前期OP主題歌、TVアニメ『絶園のテンペスト』のED主題歌、入間人間創作5周年記念企画『アラタなるセカイ』主題歌を担当する。
  - 11月 - PSP用ゲームソフト『恋は校則に縛られない!』のOP主題歌、キャラクターソングを担当、Wii用ゲームソフト『太鼓の達人Wii超ごうか版』に楽曲を提供する。
  - 12月 - TVアニメ『マギ』にキャラクターソングを提供、TVアニメ『探偵オペラ ミルキィホームズ Alternative TWO 〜小林オペラと虚空の大鴉〜』のBGM、TVアニメ『猫物語（黒）』のBGM、OP主題歌、ED主題歌を担当する。
- 2013年
  - 2月 - 劇場版アニメ『スタードライバー THE MOVIE』のBGM、挿入歌、TVアニメ『ビビッドレッド・オペレーション』のED主題歌を担当する。
  - 3月 - PSP用ソフト『Fate/EXTRA CCC』のED主題歌、キャラクターソングを担当する。
  - 春 -高橋邦幸が入社する。
  - 4月 - TVアニメ『這いよれ! ニャル子さんW』のBGM、OP主題歌、TVアニメ『やはり俺の青春ラブコメはまちがっている。』のBGM、TVアニメ『俺の妹がこんなに可愛いわけがない。』のBGM、挿入歌、ED主題歌、TVアニメ『波打際のむろみさん』のOP主題歌、TVドラマ『真夜中のパン屋さん』のBGMを担当する。
  - 7月 - TVアニメ『〈物語〉シリーズ セカンドシーズン』のBGM、OP主題歌、ED主題歌、TVアニメ『サーバント×サービス』のBGM、OP主題歌、ED主題歌を担当する[11]。
  - 9月 - ソーシャルゲーム『アイドルマスター シンデレラガールズ』に楽曲を提供する。
  - 12月 - PS3用ゲーム『ドラッグオンドラグーン3』のBGM、主題歌、河野マリナ1stアルバム「First Touch」のサウンドプロデュース、楽曲制作を担当、上坂すみれ1stアルバム「革命的ブロードウェイ主義者同盟」に楽曲を提供する。
- 2014年
  - 1月 - 劇場版アニメ『THE IDOLM@STER MOVIE 輝きの向こう側へ!』のBGM、主題歌、挿入歌、TVアニメ『ニセコイ』の6話までの音楽スーパーバイザー、BGM、TVアニメ&劇場版アニメ『Wake Up, Girls!』のBGM、TVアニメOP主題歌、TVアニメED主題歌、劇場版主題歌、挿入歌を担当する。
  - 4月 - TVアニメ『龍ヶ嬢七々々の埋蔵金』のBGM、キャラクターソング、TVアニメ『キャプテン・アース』のBGM、挿入歌、TVアニメ『テンカイナイト』のBGM、TVアニメ『風雲維新ダイ☆ショーグン』のOP主題歌、ゆいかおり8thシングル「LUCKY DUCKY!!」のサウンドプロデュース、楽曲制作を担当する。
  - 7月 - TVアニメ『ハナヤマタ』のBGM、OP主題歌、挿入歌、2014年度版三菱航空機&MRJのPVの音楽制作を担当、上坂すみれ4thシングル『来たれ！暁の同志』に楽曲を提供する。
  - 9月 - 3DS用ゲームソフト『大乱闘スマッシュブラザーズ for Nintendo 3DS』の一部BGMを担当、『Wake up, Girls!』キャラクターソングシリーズに楽曲を提供する。
  - 10月 - TVアニメ『結城友奈は勇者である』のBGM、OP主題歌、TVアニメ『牙狼〈GARO〉-炎の刻印-』のBGM、舞台『ヨルハ』のBGM、WEBアニメ『うぇいくあっぷがーる ZOO！』のBGM、主題歌を担当する。
  - 11月 - PS Vita用ゲームソフト『ハナヤマタ よさこいLIVE！』にキャラクターソング、アーケードゲーム『maimai』に楽曲を提供する。
  - 12月 - Wii U用ゲームソフト『大乱闘スマッシュブラザーズ for Wii U』の一部BGM、劇場版アニメ『アイカツ！』のBGM・主題歌を担当する。
- 2015年
  - 1月 - TVアニメ『アイドルマスター シンデレラガールズ』のBGM、OP主題歌を担当する。
  - 3月 - PSP用ゲームソフト『宵夜森ノ姫』のOP主題歌、ED主題歌を担当する。
  - 4月 - TVアニメ『やはり俺の青春ラブコメはまちがっている。続』のBGM、TVアニメ『電波教師』のBGM、挿入歌を担当する。
  - 5月 - 劇場版『這いよれ！ニャル子さんF』のBGM、OP主題歌を担当する。
  - 7月 - TVアニメ『WORKING!!!』のBGM、OP主題歌、ED主題歌を担当する。
  - 9月 - 劇場版『Wake Up, Girls! 青春の影』のBGM、主題歌、挿入歌を担当する。
  - 10月 - TVアニメ『牙狼 -紅蓮ノ月-』、TVアニメ『コンクリート・レボルティオ～超人幻想～』のBGM、TVアニメ『終物語』のOPテーマを担当する。
  - 12月 - 劇場版『Wake Up, Girls! Beyond the Bottom』のBGM・主題歌・挿入歌、ドキュメンタリー番組『科学アドベンチャー 西之島へ～エンジニア達の熱き挑戦～』のOP主題歌・ED主題歌を担当する。
- 2016年
  - 1月 - 劇場版『傷物語〈I 鉄血篇〉』のBGM、TVドラマ『マネーの天使〜あなたのお金、取り戻します!〜』のBGM、Webアニメ『暦物語』のBGMを担当、スマートフォンアプリ『アイドルマスター シンデレラガールズ スターライトステージ』に楽曲を提供する。
  - 2月 - 『ももいろクローバーZ』、『イロドリミドリ』に楽曲を提供する。
  - 3月 - 『モンスターストライク』の第15話からのBGMを担当する。
  - 4月 - TVアニメ『あんハピ♪』のBGM・OP主題歌・ED主題歌・キャラクターソング、TVアニメ『アイカツスターズ!』のED主題歌・挿入歌を担当する、『MONACAフェス2016』を主催する。
  - 5月 - 劇場版『牙狼〈GARO〉-DIVINE FLAME-』のBGMを担当する。
  - 8月 - 劇場版『傷物語〈II 熱血篇〉』のBGMを担当する。
  - 10月 - TVアニメ『灼熱の卓球娘』のBGM・OP主題歌を担当する。
- 2017年
  - 1月 - 劇場版『傷物語〈III 冷血篇〉』のBGMを担当する。
  - 1月 - 舞台『Wake Up, Girls! 青葉の記録』のBGMを担当する。
  - 2月 - PS4用ゲーム『NieR:Automata』のBGMを担当する。
  - 4月 - 文化放送のラジオ番組『A&G TRIBAL RADIO エジソン』の番組テーマソングを担当する。
- 2021年
  - 7月 - 田中秀和が退社する。
- 2022年
  - 4月 - NHK総合のドラマ（連続テレビ小説）『ちむどんどん』のBGM（劇伴）を担当する[9]。

## 主な作品
クリエイター個人による作品に関しては各クリエイターのページを参照。

### アニメ
- 『MUNTO〜時の壁を越えて〜』 - 池田慎司※神前暁の別名義
- 『涼宮ハルヒの憂鬱』 - 神前暁・（岡部啓一・高田龍一）
- 『らき☆すた』 - 神前暁
- 『かんなぎ』 - 神前暁
- 『涼宮ハルヒちゃんの憂鬱』&『にょろーん ちゅるやさん』 - 神前暁
- 『空を見上げる少女の瞳に映る世界』 - 神前暁・MONACA
- 『涼宮ハルヒの憂鬱（2009年版）』 - 神前暁
- 『天上人とアクト人最後の戦い』 - 神前暁・MONACA
- 『化物語』 - 神前暁（音楽制作協力：MONACA、岡部啓一）
- 『涼宮ハルヒの消失』 - 神前暁・高田龍一・帆足圭吾・石濱翔
- 『WORKING!!』 - MONACA（岡部啓一・石濱翔・帆足圭吾）
- 『CAT SHIT ONE -THE ANIMATED SERIES-』 - 石濱翔・高田龍一（サウンドプロデュース：岡部啓一）
- 『俺の妹がこんなに可愛いわけがない』 - 神前暁
- 『STAR DRIVER 輝きのタクト』 - 神前暁・MONACA（岡部啓一・高田龍一・石濱翔・帆足圭吾）[12]
- 『ロボットと美術』 - MONACA（サウンドプロデュース：神前暁）
- 『放浪息子』 - 岡部啓一・神前暁・帆足圭吾・（高田龍一・石濱翔）
- 『Aチャンネル』 - 神前暁・MONACA（石濱翔・高田龍一・帆足圭吾）
- 『THE IDOLM@STER』 - 高田龍一（音楽制作協力：MONACA）
- 『WORKING'!!』 - MONACA（石濱翔・帆足圭吾・岡部啓一・田中秀和）
- 『偽物語』 - 神前暁（楽曲制作協力：MONACA（高田龍一・帆足圭吾）、岡部啓一）
- 『這いよれ! ニャル子さん』 - MONACA（石濱翔・田中秀和・帆足圭吾・高田龍一）
- 『黄昏乙女×アムネジア』 - 帆足圭吾・高田龍一
- 『探偵オペラ ミルキィホームズ Alternative ONE 〜小林オペラと5枚の絵画〜』 - MONACA（石濱翔・帆足圭吾・田中秀和）
- 『アイカツ!』 - MONACA（岡部啓一・高田龍一・石濱翔・帆足圭吾・田中秀和・高橋邦幸・広川恵一）（音楽プロデューサー：みすみゆり）
- 『探偵オペラ ミルキィホームズ Alternative TWO 〜小林オペラと虚空の大鴉〜』 - MONACA（石濱翔・帆足圭吾・田中秀和）
- 『猫物語（黒）』 - 神前暁（楽曲制作協力：MONACA（高田龍一・帆足圭吾）、岡部啓一）
- 『スタードライバー THE MOVIE』 - 神前暁・MONACA（岡部啓一・高田龍一・石濱翔・帆足圭吾）
- 『やはり俺の青春ラブコメはまちがっている。』 - 石濱翔・MONACA（帆足圭吾・高橋邦幸・高田龍一）（サウンドプロデュース：みすみゆり、エグゼクティブプロデュース：岡部啓一）
- 『這いよれ! ニャル子さんW』 - MONACA（田中秀和）[注 4]
- 『俺の妹がこんなに可愛いわけがない。』 - 神前暁
- 『〈物語〉シリーズ セカンドシーズン』 - 神前暁（音楽制作協力：MONACA（高田龍一・帆足圭吾・広川恵一））
- 『サーバント×サービス』 - MONACA（帆足圭吾・田中秀和・広川恵一・高橋邦幸・高田龍一・石濱翔）
- 『ニセコイ』 - 神前暁（6話までの音楽スーパーバイザー）・石濱翔（6話までの音楽）（6話までの音楽制作協力：みすみゆり・岡部啓一）
- 『Wake Up, Girls!』 - 神前暁・MONACA（高橋邦幸・田中秀和・広川恵一）※神前暁はBGM制作に関わっていない
- 『THE IDOLM@STER MOVIE 輝きの向こう側へ!』 - 高田龍一（音楽制作協力：MONACA）
- 『龍ヶ嬢七々々の埋蔵金』 - 帆足圭吾・MONACA（高橋邦幸・石濱翔・岡部啓一）
- 『キャプテン・アース』[13] - MONACA（帆足圭吾・高田龍一・石濱翔・広川恵一・岡部啓一）・神前暁
- 『テンカイナイト』 - MONACA（帆足圭吾・高田龍一・石濱翔・高橋邦幸）
- 『ハナヤマタ』 - 高田龍一・帆足圭吾
- 『結城友奈は勇者である』 - 岡部啓一・MONACA（帆足圭吾・高橋邦幸・石濱翔・広川恵一）
- 『牙狼〈GARO〉-炎の刻印-』 - MONACA（岡部啓一・高田龍一・石濱翔）
- 『うぇいくあっぷがーる ZOO！』 - MONACA（高橋邦幸・田中秀和・広川恵一）
- 『劇場版 アイカツ！』 - MONACA（石濱翔・帆足圭吾）
- 『アイドルマスター シンデレラガールズ』 - 田中秀和（音楽制作協力：MONACA）
- 『やはり俺の青春ラブコメはまちがっている。続』 - 石濱翔・高橋邦幸・帆足圭吾
- 『電波教師』 - 高田龍一・石濱翔
- 『WORKING!!!』 - MONACA（岡部啓一・石濱翔・帆足圭吾・田中秀和・広川恵一・高橋邦幸）
- 『這いよれ! ニャル子さんF』 - MONACA
- 『Wake Up, Girls! 青春の影&Beyond the Bottom』 - 神前暁・MONACA（広川恵一・田中秀和・高橋邦幸）※神前暁はBGM制作に関わっていない
- 『牙狼 -紅蓮ノ月-』 - MONACA（岡部啓一・高田龍一・高橋邦幸）
- 『コンクリート・レボルティオ～超人幻想～』 - 石濱翔・帆足圭吾・岡部啓一
- 『傷物語』 - 神前暁（音楽制作協力：高田龍一・帆足圭吾・みすみゆり）
- 『暦物語』 - 神前暁
- 『モンスターストライク』 - 神前暁・広川恵一(第15話～)・高橋邦幸(第17話～)
- 『あんハピ♪』 - MONACA (岡部啓一・神前暁・石濱翔・帆足圭吾・田中秀和・広川恵一・高橋邦幸・瀬尾祥太郎)
- 『牙狼〈GARO〉-DIVINE FLAME-』 - MONACA (高田龍一・岡部啓一・石濱翔)
- 『灼熱の卓球娘』 - MONACA
- 『恋愛暴君』 - MONACA[14]
- 『牙狼〈GARO〉-VANISHING LINE-』 - MONACA (高田龍一・広川恵一)
- 『Fate/EXTRA Last Encore』 - 神前暁・MONACA（高田龍一・帆足圭吾・石濱翔）
- 『アサシンズプライド』 - MONACA（岡部啓一・帆足圭吾・田中秀和・高橋邦幸）
- 『オルタード・カーボン:リスリーブド』 - MONACA
- 『まえせつ!』 - 神前暁・MONACA（井上馨太、オリバー・グッド）
- 『おちこぼれフルーツタルト』 - MONACA（高田龍一、井上馨太、オリバー・グッド）
- 『Vivy -Fluorite Eye's Song-』 - 神前暁・高田龍一・帆足圭吾・石濱翔
- 『プラオレ!〜PRIDE OF ORANGE〜』 - MONACA・木皿陽平
- 『結城友奈は勇者である ちゅるっと!』 - MONACA
- 『阿波連さんははかれない』 - 神前暁・MONACA（井上馨太、オリバー・グッド）[15]
- 『サマータイムレンダ』 - 岡部啓一・高田龍一・帆足圭吾（音楽制作協力：MONACA）
- 『NieR:Automata Ver1.1a』 - MONACA[16]
- 『シャングリラ・フロンティア〜クソゲーハンター、神ゲーに挑まんとす〜』 - MONACA（高田龍一・高橋邦幸・広川恵一）[17]
- 『ライアー・ライアー』 - MONACA（高橋邦幸・広川恵一）
- 『僕らの雨いろプロトコル』- 神前暁・MONACA[18]
- 『カミエラビ』- MONACA
- 『ボールパークでつかまえて!』- MONACA[19]

### ゲーム
- 『ことばのパズル もじぴったん』シリーズ - 神前暁・高田龍一
- 『塊魂』シリーズ - みすみゆり・岡部啓一・帆足圭吾・高田龍一（演奏：神前暁）
- 『鉄拳シリーズ』 - 岡部啓一・神前暁・高田龍一・中村和宏・石濱翔・帆足圭吾・田中秀和・広川恵一
- 『太鼓の達人』シリーズ - 岡部啓一・みすみゆり・高田龍一・神前暁・帆足圭吾・石濱翔（演奏：中村和宏）
- 『ベルアイル』 - 岡部啓一
- 『Rappelz』 - 岡部啓一・神前暁
- 『勇者30』 - 石濱翔
- 『おうちで∞プチプチwii』 - 中村和宏
- 『のびのびBOY』 - 中村和宏・石濱翔・帆足圭吾
- 『リッジレーサーシリーズ』 - 高田龍一・岡部啓一・神前暁
- 『みずいろブラッド』 - みすみゆり・岡部啓一
- 『テイルズ オブ イノセンス』 - 中村和宏
- 『ドラゴンボール 天下一大冒険』 - 中村和宏
- 『スカイ・クロラ イノセン・テイセス』 - 中村和宏
- 『涼宮ハルヒの約束』 - 神前暁・中矢博元
- 『ニーア ゲシュタルト/レプリカント』 - 岡部啓一・石濱翔・帆足圭吾（アレンジアルバムシリーズのみ参加：田中秀和・みすみゆり・高田龍一）
- 『探偵オペラミルキィホームズ』シリーズ - 石濱翔・帆足圭吾・田中秀和
- 『ロード オブ アポカリプス』 - 帆足圭吾・岡部啓一
- 『DEMONS' SCORE』 - 岡部啓一
- 『ドラッグオンドラグーン3』 - 岡部啓一・帆足圭吾・石濱翔・高橋邦幸
- 『大乱闘スマッシュブラザーズ for Nintendo 3DS』&『大乱闘スマッシュブラザーズ for Wii U』 - 岡部啓一
- 『スクール オブ ラグナロク』 - 岡部啓一・帆足圭吾・高橋邦幸
- 『Windsoul』 - 岡部啓一・帆足圭吾・高橋邦幸
- 『ニーア オートマタ』- 岡部啓一・帆足圭吾・高橋邦幸
- 『Fate/EXTELLA LINK』- 岡部啓一・高田龍一・帆足圭吾・瀬尾祥太郎
- 『Voice of Cards ドラゴンの島』- 岡部啓一、オリバー・グッド、瀬尾祥太郎
- 『Voice of Cards できそこないの巫女』- 岡部啓一、オリバー・グッド、瀬尾祥太郎
- 『Voice of Cards 囚われの魔物』- 岡部啓一、オリバー・グッド、瀬尾祥太郎
- 『ソウルハッカーズ2』- MONACA（岡部啓一、帆足圭吾、高橋邦幸、瀬尾祥太郎、井上馨太、オリバー・グッド）
- 『Stellar Blade』- オリバー・グッド、井上馨太、瀬尾祥太郎、みすみゆり

### ドラマ・映画・舞台
- 『私の優しくない先輩』 - 神前暁
- 『真夜中のパン屋さん』 - 岡部啓一・帆足圭吾（演奏：高橋邦幸）
- 『ヨルハ』 - 岡部啓一
- 『マネーの天使〜あなたのお金、取り戻します!〜』 - MONACA（田中秀和・広川恵一・高橋邦幸・瀬尾祥太郎）
- 『Wake Up, Girls! 青葉の記録』 - 神前暁・MONACA
- 『ちむどんどん』 - 岡部啓一・高田龍一・帆足圭吾

### バーチャルアイドル
- 『GEMS COMPANY』 - MONACA[20](岡部啓一・瀬尾祥太郎[21]・田中秀和[22]・井上馨太)